# Dendrobium linawianum
Dendrobium linawianum, vrsta ohrideje s otoka Tajvana i kineske provincije Guangxi. Pseudolukovičasti epifit s visina od 400 do 1500 metara nad morem.

## Sinonimi
- Callista linawiana (Rchb.f.) Kuntze
- Dendrobium alboviride Hayata
- Dendrobium purpureum (Raf.) M.R.Almeida
- Ormostema purpurea Raf.

- D. linawianum
- D. linawianum